# Georgsberg
Georgsberg là một đô thị thuộc huyện Deutschlandsberg thuộc bang Steiermark, nước Áo. Đô thị Georgsberg có diện tích 13,44 km², dân số thời điểm năm 2005 là 1449 người.